# Mylossoma
Mylossoma (altgriechisch mylax, Gen. mylakos ‚Mühlstein‘, sōma ‚Körper‘) ist eine Gattung großer, scheibenförmiger Sägesalmler aus Südamerika. Mylossoma-Arten kommen im tropischen Südamerika, östlich der Anden in den Stromgebieten des Amazonas, des Orinoko, im oberen Stromgebiet des Río Paraguay und des Río Paraná sowie im Einzugsgebiet des Maracaibo-Sees vor. Die Süßwasserfische ernähren sich hauptsächlich pflanzlich.

## Merkmale
Mylossoma-Arten werden 20 bis 28 Zentimeter lang. Ihr Körper ist hochrückig, seitlich stark zusammengedrückt und weist ein weit geschwungenes Bauchprofil auf. Ihre Schuppen sind klein. Sie unterscheiden sich von den Gattungen Metynnis und Myleus durch das Fehlen eines Flossenstachels vor der Rückenflosse. Ihre Rückenflosse ist relativ kurz mit weniger als 19 Flossenstrahlen, die Afterflosse lang, mit mehr als 35 Flossenstrahlen. Sie ist im letzten Drittel breiter und bekommt dadurch eine dreieckige Form. Im Unterschied zur lappenförmigen Verbreiterung der Schwanzflosse der Metynnis-Männchen ist dies aber kein Geschlechtsunterschied, sondern tritt bei beiden Geschlechtern auf. Die Schwanzflosse ist groß und nur wenig eingebuchtet. Eine kurze Fettflosse, die niemals durch einen Flossenstrahl gestützt wird, ist vorhanden. Ausgewachsene Fische sind einheitlich silbrig, Jungfische weisen einen dunklen, kreisrunden Fleck auf den Körperseiten auf. Sie sind scheibenförmig, während sich die Adulttiere etwas strecken.

## Arten
- Mylossoma acanthogaster (Valenciennes, 1850)
- Mylossoma albiscopum (Cope, 1872)
- Goldener Mühlsteinsalmler (Mylossoma aureum Spix & Agassiz, 1829)
- Mühlsteinsalmler (Mylossoma duriventre Cuvier, 1817)
- Mylossoma unimaculatum

Mylossoma-Arten werden lokal als Speisefische genützt.